# Philippe-Louis de Schleswig-Holstein-Sonderbourg-Wiesenbourg
Philippe-Louis de Schleswig-Holstein-Sonderbourg-Wiesenbourg (né le 27 octobre 1620 à Beck; mort le 10 mars 1689 à Schneeberg) est le fondateur et le premier duc de la lignée Schleswig-Holstein-Sonderbourg-Wiesenbourg. Cette branche de la maison de des ducs de Schleswig-Holstein-Sonderbourg-Glücksbourg tient son nom du Château de Wiesenbourg (de).

## Biographie
Philippe-Louis est le plus jeune fils du duc Alexandre de Schleswig-Holstein-Sonderbourg (mort en 1627) issu de son union avec Dorothée de Schwarzbourg-Sondershausen (1579–1639), fille du comte Jean-Gonthier Ier de Schwarzburg-Sondershausen.
Philippe-Louis passe sa jeunesse dans plusieurs cours de Hesse-Cassel. En 1663 il acquiert la région et le château de Wiesenbourg ainsi que la ville de Kirchberg et vingt villages; de l'Électeur Jean-Georges II de Saxe, avec qui il entretient d'excellentes relations. Le château de Wiesenbourg devient le centre de son petit état et donne le nom à sa lignée familiale.
En 1668, il nomme Johann Winckler (de) comme précepteur de ses fils au château de Wiesenbourg. Il investit dans l'industrie minière à Schneeberg et Neustädtel. Initialement, cette initiative semble être un échec, mais dans la décennie 1670 il fait de gros bénéfices et devient un riche entrepreneur minier ce qui lui permet de rénover entièrement son château. Jusqu'en 1672, Philippe-Louis est Lieutenant Maréchal de camps dans un régiment de Cuirassiers impériaux.
En 1675, il vend Wiesenbourg, le château et son district pour 100000Taler à son fil aîné Frédéric (1651–1724). En 1686, il achète Oberkotzau. Il réside jusqu'à sa mort le 10 mars 1689 avec son vieil ami le magnat minier Veit Hans Schnorr von Carolsfeld (de) à Schneeberg.
La lignée de Schleswig-Holstein-Sonderbourg-Wiesenbourg, s'éteint le 6 mars 1744 à la mort de son unique petit fils en ligne masculine: Léopold de Schleswig-Holstein-Sonderbourg-Wiesenbourg.

## Unions et postérité
Il célèbre son premier mariage le 15 novembre 1643 à Lemgo avec Catherine (1612–1649), fille du comte Christian de Waldeck-Wildungen, dont deux enfants:
- Enfant de nom inconnu (1645-1645)
- Dorothée Élisabeth (1645–1725): épouse d'abord en 1661 le comte Georg Ludwig von Sinzendorf puis en secondes noces en 1682 le comte Louis de Rabutin (1641-1716)

Il épouse en secondes noces, Anne-Marguerite de Hesse-Hombourg (1629–1686), fille du comte Frédéric Ier de Hesse-Hombourg le 5 mai 1650 à Bad Homburg qui lui donne quinze enfants:
- Frédéric de Schleswig-Holstein-Sonderbourg-Wiesenbourg (1651–1724) épouse en 1672 (divorce en 1680) la Princesse Caroline de Legnica-Brieg (en) (1652-1707) fille du duc Christian de Brzeg
- George Guillaume (1652-1652)
- Sophie-Élisabeth de Schleswig-Holstein-Sonderbourg-Wiesenbourg (1653–1684) : épouse en 1676 le duc Maurice de Saxe-Zeitz (1619-1681)
- Charles Louis (1654–1690)
- Eleanor Marguerite (1655–1702): épouse en 1674 le Prince Maximilien II de Liechtenstein (1641-1709)
- Christine Amélie (1656–1666)
- Anne Wilhelmine (1657-1657)
- Jean Georges (1658-1658)
- Léopold Georges (1660-1660)
- Guillaume Christian (1661–1711)
- Frédérique Louise (1662–1663)
- Sophie Magdeleine (1664–1720)
- Anne de Schleswig-Holstein-Sonderbourg-Wiesenbourg (1665–1748): épouse en 1702 le duc Frédéric-Henri de Saxe-Pegau-Neustadt (1668-1713)
- enfant inconnu (1666-1666)
- Jeanne Magdeleine Louise (1668–1732)

Il se remarie à Greiz le 28 juillet 1688 avec Christine Magdeleine (1652–1697), fille du comte Henri Ier de Reuss-Obergreiz. Cette union reste stérile.

## Source de la traduction
- (de) Cet article est partiellement ou en totalité issu de l’article de Wikipédia en allemand intitulé « Philipp Ludwig (Schleswig-Holstein-Sonderburg-Wiesenburg) » (voir la liste des auteurs).